# Barathronus pacificus
Barathronus pacificus är en fiskart som beskrevs av Nielsen och Eagle, 1974. Barathronus pacificus ingår i släktet Barathronus och familjen Aphyonidae. Inga underarter finns listade.